# 갈비

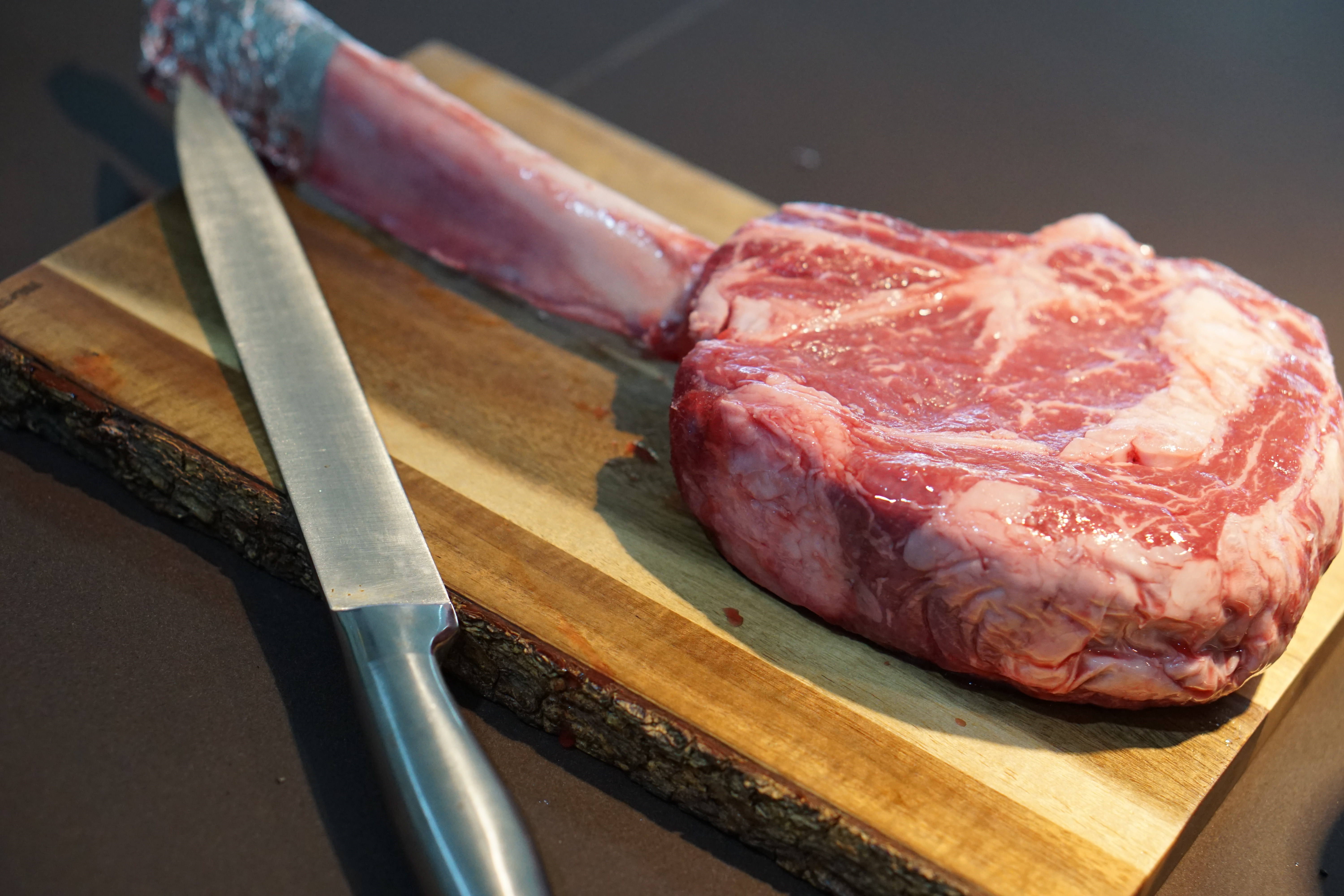
쇠갈비

갈비는 소나 돼지, 닭 따위의 가슴통을 이루는 좌우 열두 개의 굽은 뼈와 살을 식용으로 이르는 말이다. 소의 갈비는 쇠갈비, 돼지의 갈비는 돼지갈비, 양의 갈비는 양갈비로 부른다. 한국에서는 쇠갈비나 돼지갈비를 구운 갈비구이를 "갈비"라 부르기도 한다.

## 같이 보기
- 쇠갈비
- 돼지갈비
- 갈비구이
- 촙